# Hürémaral járás
Hürémaral járás (mongol nyelven: Хүрээмарал сум) Mongólia Bajanhongor tartományának egyik járása. Területe 4300 km². Népessége kb. 2700 fő.
Székhelye Delgermörön (Дэлгэрмөрөн), mely 218 km-re nyugatra fekszik Bajanhongor tartományi székhelytől.